# 拉佩鲁斯 (安省)
拉佩鲁斯（法語：Lapeyrouse，法語發音：[lapeʁuz]）是法国东部安省的一个市镇，属于布雷斯地区布尔格区。

## 地理
拉佩鲁斯（45°59'0"N, 4°58'36"E）面积20.04 平方千米，位于法国奥弗涅-罗讷-阿尔卑斯大区安省，该省份为法国东部省份，北起汝拉省，西北接索恩-卢瓦尔省，西接罗讷省和里昂大都会，南至伊泽尔省，东与萨瓦省、上萨瓦省和瑞士接壤。
与拉佩鲁斯接壤的市镇（或旧市镇、城区）包括：栋布地区昂贝略、比里约、布利尼厄、蒙蒂约、圣马塞尔、圣奥利夫、维拉尔莱栋布。

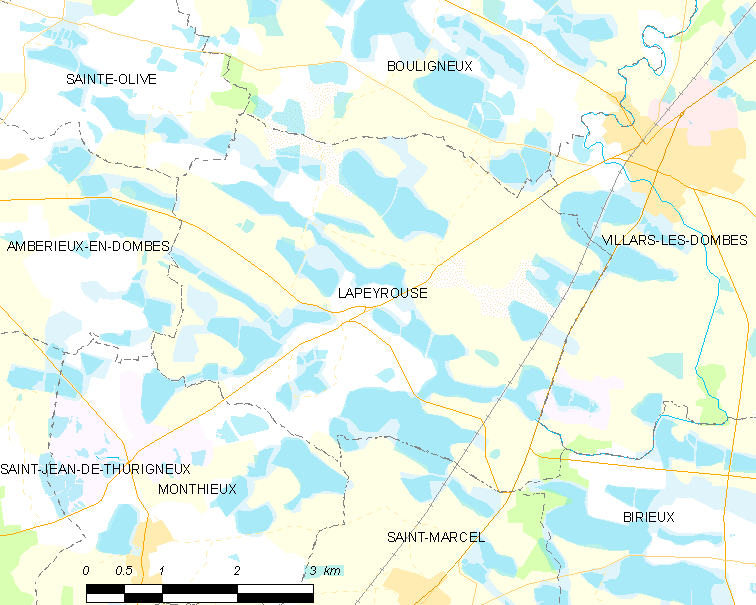
的OSM定位图

拉佩鲁斯的时区为UTC+01:00、UTC+02:00（夏令时）。

## 行政
拉佩鲁斯的邮政编码为01330，INSEE市镇编码为01207。

## 政治
拉佩鲁斯所属的省级选区为维拉尔莱栋布县。

## 人口

1962-2008年间人口变化图示

拉佩鲁斯于2022年1月1日时的人口数量为337人。